# Кауффман, Франк
Фрэнк Кауфман (англ. Frank Kaufmann) (1952, США) — директор Межрелигиозной федерации за мир во всем мире. С 1985 года имеет степень доктора философии по истории религии Университета Вандербильта. Он является главным редактором периодического журнала федерации под названием Диалог и альянс.
В 2007 году Кауфман был номинирован на первую Межрелигиозную премию гуру Нанака присуждаемую Университетом Хофстра, США.
В 2009 году Кауффман был в числе подписантов открытого письма Бараку Обаме с требованием включить в национальную повестку дня межрелигиозную ситуацию на Ближнем Востоке.